# Jason Denayer
Jason Denayer (Brüsszel, 1995. június 28. –) belga válogatott labdarúgó.

## Sikerei, díjai
- Celtic
  - Skót bajnok: 2014–15
  - Skót ligakupa: 2014–15

- Galatasaray
  - Török bajnok: 2017–18
  - Török kupa: 2015–16

## Külső hivatkozások
- Jason Denayer adatlapja a Transfermarkt oldalán (angolul)
- Jason Denayer adatlapja a Soccerway oldalon (angolul)